# 灵山村 (龙游县)
灵山村，是中华人民共和国浙江省衢州市龙游县溪口镇的一个村。灵山村以石板街为界划为2个行政村，以南为灵上村，以北为灵下村。
2011年1月7日，灵下应氏民居公布为第六批浙江省文物保护单位。2014年11月25日，灵下村公布为第三批中国传统村落。2019年1月21日，灵山村公布为第七批中国历史文化名村。同年6月6日，灵山村公布为第五批中国传统村落。